# Chorūr
Chorūr (persiska: چرور) är en ort i Iran.   Den ligger i provinsen Östazarbaijan, i den nordvästra delen av landet, 400 km nordväst om huvudstaden Teheran. Chorūr ligger 1 665 meter över havet och antalet invånare är 303.
Terrängen runt Chorūr är lite bergig. Runt Chorūr är det ganska glesbefolkat, med 40 invånare per kvadratkilometer. Närmaste större samhälle är Tark, 4,3 km sydost om Chorūr. Trakten runt Chorūr består i huvudsak av gräsmarker.